# Полет 804 на „ЕджиптЕър“
Полет 804 на „ЕджиптЕър“ е редовен международен пътнически полет от летище „Париж-Шарл дьо Гол“, Париж, Франция, до международното летище „Кайро“, Кайро, Египет, управляван от „ЕджиптЕър“. На 19 май 2016 г. в 2:33 ч. египетско стандартно време (UTC+2), „Еърбъс А320-232“, който изпълнява полета, се разбива в Средиземно море и убива всичките 56 пътници, 3 служители по сигурността и 7 членове на екипажа на борда.
Контролът на въздушно движение не получава повикване за помощ, въпреки сигналите за дим в една от тоалетните на самолета и в отделението за авионика, които са автоматично предадени малко преди самолетът да изчезне от радара. Последните комуникации от машината са от неговия предавател за авариен локатор, получени от международната програма „Коспас-Сарсат“. Отломки от самолета са открити в Средиземно море северно от Александрия. Близо четири седмици след катастрофата основни части от останките са открити на морското дъно, както и полетните записващи устройства. На 29 юни Египет обявява, че данните от записващото устройство показват наличие на дим в самолета и че върху някои от останките от предната част са открити сажди и щети от високи температури.
През август 2016 г. френският външен министър Жан-Марк Еро критикува факта, че няма допълнително обяснение за причините зад катастрофата. През декември 2016 г. е съобщено, че по телата са открити следи от експлозиви и се намеква за възможна терористична атака. Франция провежда собствено разследване и отхвърля твърдението за експлозиви, тъй като не намира следи от такива и никоя терористична организация не поема отговорност за катастрофата. През 2018 г. френските власти съобщават, че най-вероятната причина е пожар в пилотската кабина, който се разпространява бързо.
През април 2022 г. е съобщено, че пожарът е причинен от един от пилотите, който пуши цигара, която гори безконтролно, докато е изложена на изтичане на кислород от кислородна маска в пилотската кабина.